# Abraham Ortelius

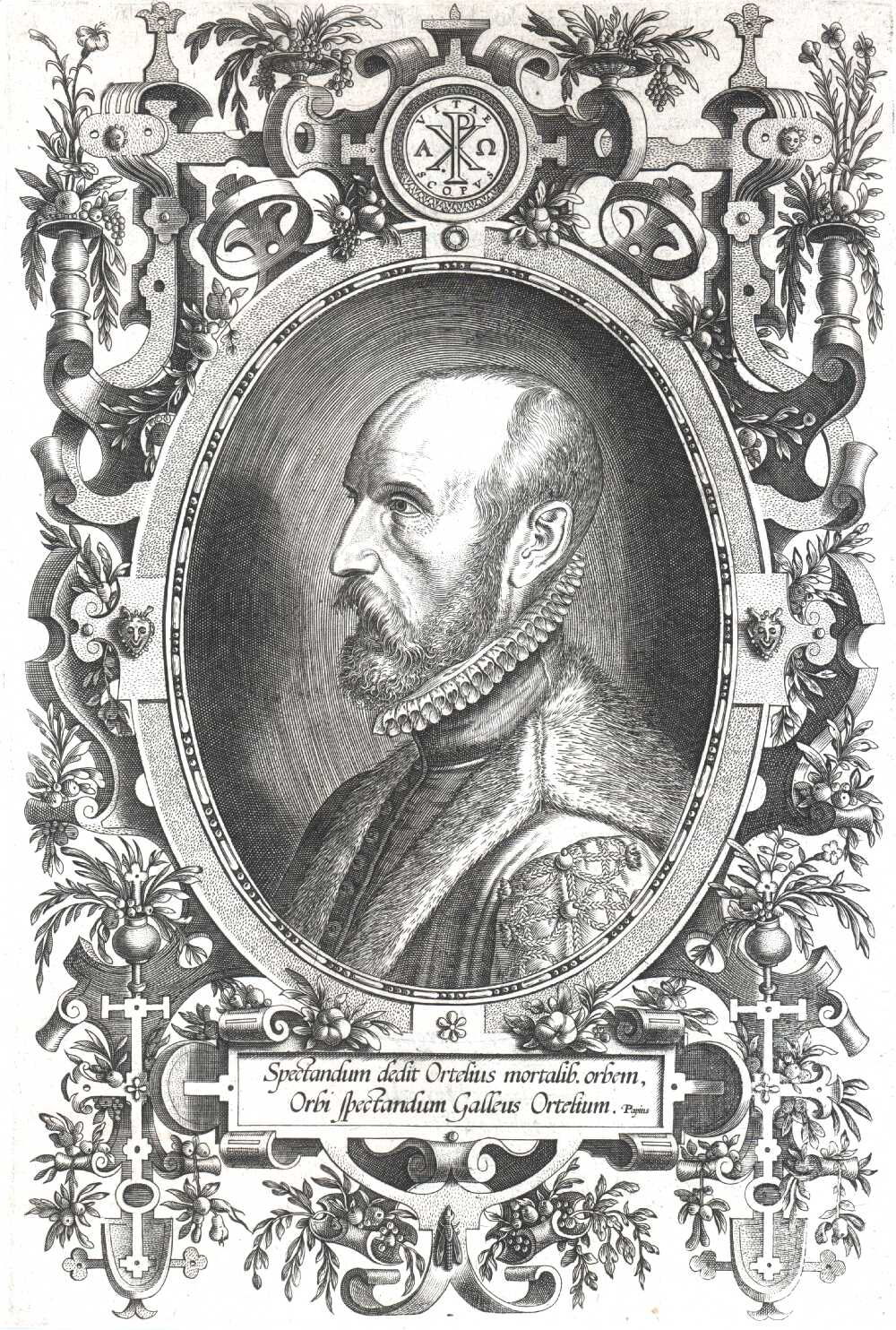
Abraham Ortelius.

 Abraham Ortelius  (Anvers, 14 d'abril de 1527 - Anvers, 1598) (també grafiat Ortels, Oertel, Orthellius, Wortels) va ser un geògraf i cartògraf flamenc, conegut com el «Ptolemeu del segle XVI».
La seva obra més coneguda és el Theatrum Orbis Terrarum. La seva primera versió contenia 70 mapes: 56 de zones d'Europa, 10 d'Àsia i Àfrica i un de cada continent.
Ortelius va fer una selecció dels millors mapes disponibles, que redibuixar amb un format uniforme per a l'edició de la seva obra, i va establir un ordre lògic dels mapes: mapamundi, Europa, Àsia, Àfrica, Nou Món. També va incloure una llista amb els noms dels autors dels mapes.
Aquest atles va tenir un gran èxit, sobretot per la seva grandària i format; va ser editat en diversos idiomes, i no va parar d'actualitzar-se i millorar fins al 1612. És considerat el primer atles modern. Encara se segueix usant la classificació i estructura que va introduir.
El Theatrum Orbis Terrarum va inspirar l'obra en sis volums titulada civitates orbis terrarum, editada per Georg Braun i instruïda per Frans Hogenberg amb assistència del mateix Ortelius.
El 1575 Ortelius va ser nomenat geògraf de Felip II, un càrrec que li va permetre l'accés als coneixements acumulats pels exploradors portuguesos i espanyols.

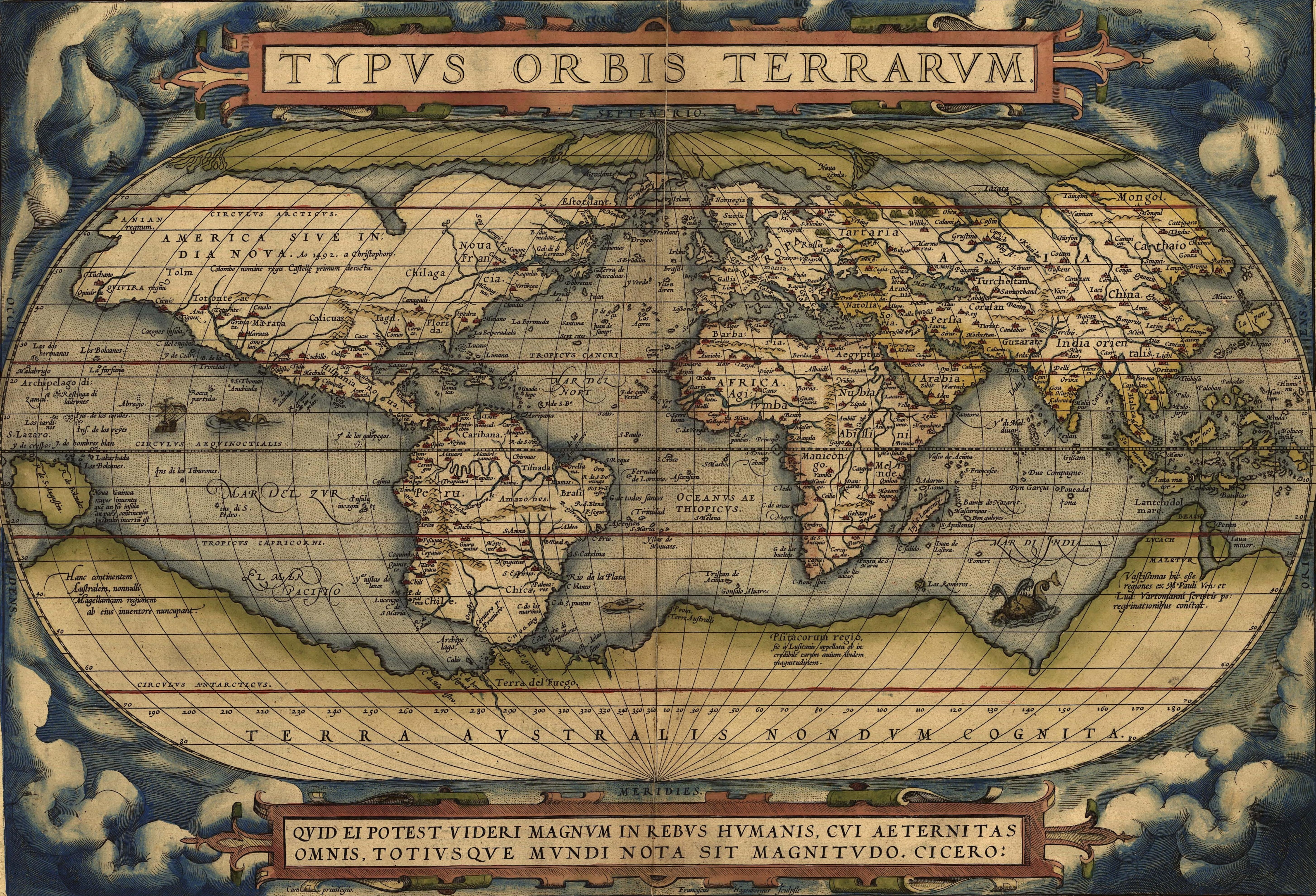
Theatrum Orbis Terrarum, 1570, planisferi.

## Obra d'Abraham Ortelius
- Theatrum Orbis Terrarum  (1570), Gillis Coppens van Dienst, Anvers.
- Parergon et Nomenclàtor Ptolemaicus  (1579), im. Christophe Plantin, Anvers.
- Itinerarium per nonnullas Galliæ Belgicæ parts  (1584), im. Christophe Plantin, Anvers.
- Synonymia Geographica  (1596).